# Gugney
Gugney település Franciaországban, Meurthe-et-Moselle megyében. Lakosainak száma 70 fő (2022. január 1.). Gugney Forcelles-sous-Gugney, Fraisnes-en-Saintois, Pulney, Saxon-Sion és They-sous-Vaudemont községekkel határos.

## Népesség
A település népességének változása:
| Lakosok száma | 56   | 42   | 48   | 76   | 74   | 73   | 76   | 75   | 75   | 70   |
|               | 1968 | 1982 | 1990 | 2006 | 2013 | 2015 | 2017 | 2019 | 2020 | 2022 |